# Jidu Robo-01
Il Jidu Robo-01 è un crossover SUV di medie dimensioni prodotto da Jidu Auto.

## Debutto e contesto

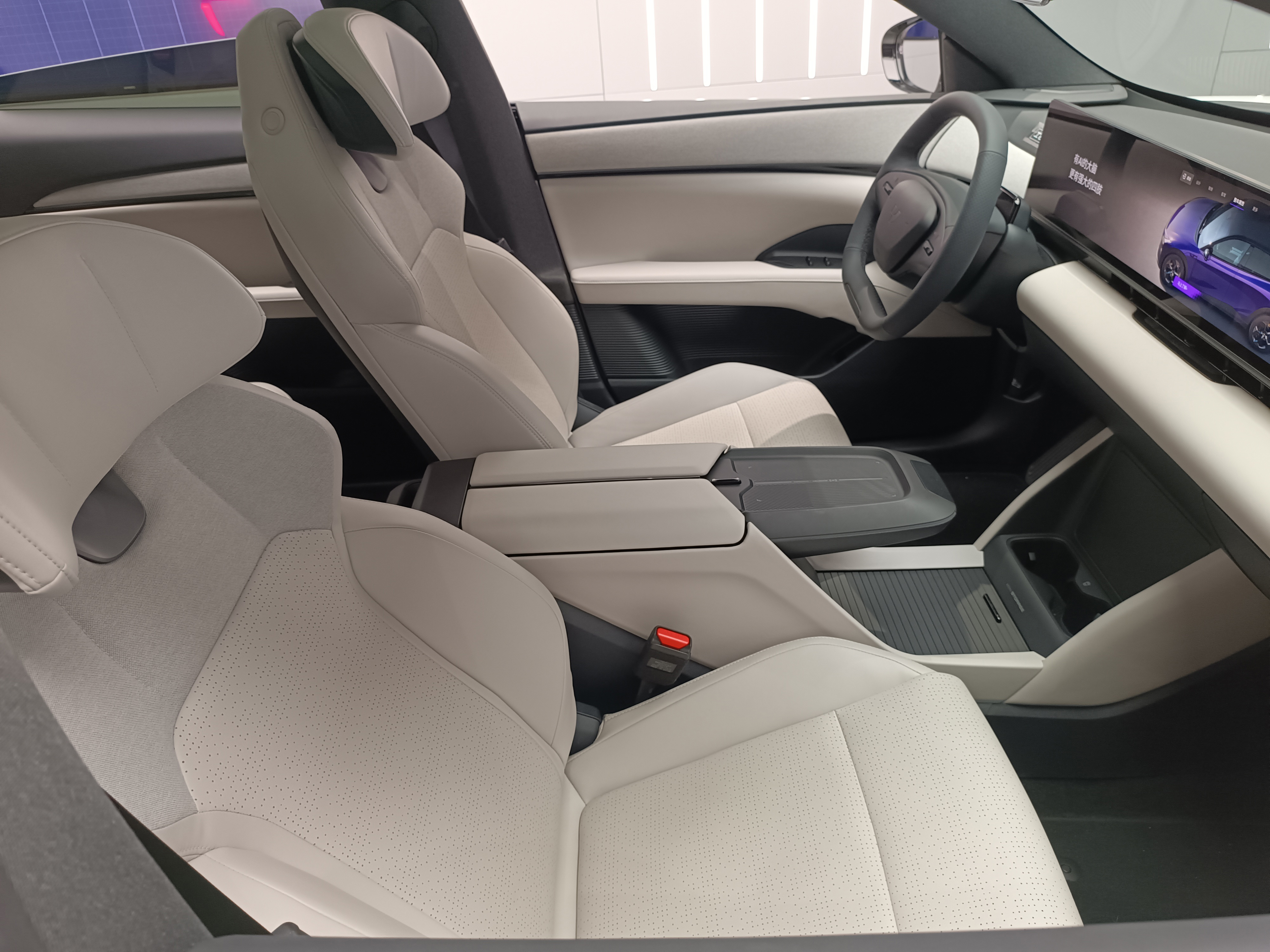
Interni

Nel settembre 2021, la neonata joint venture Jidu Auto, fondata su iniziativa di Geely e Baidu, ha presentato le prime foto di prototipi profondamente mimetizzati che annunciavano il modello di produzione dell'azienda cinese. Il debutto dell'auto finita è stato preceduto dalla presentazione del prototipo Robo-01 Concept nel giugno 2022, che annunciava le caratteristiche chiave dell'aspetto del veicolo e i progetti dell'azienda per i prossimi anni nell'ambito dell'evento “Roboday”. In definitiva, il debutto del modello originariamente chiamato Jidu Robo-01 è avvenuto alla fine di ottobre 2022. Meno di un anno dopo, nell'agosto 2023, l'auto fu ufficialmente ribattezzata Ji Yue 01.
Visivamente, la 01 riproduceva ampiamente le caratteristiche del prototipo che precedette il suo debutto. Sia la fascia anteriore che la parte posteriore della carrozzeria sono decorate con strisce luminose a tutta larghezza realizzate con tecnologia Full LED, mentre la linea slanciata del tetto digrada dolcemente verso la parte posteriore e il numero di concavità e rientranze è ridotto al minimo a favore di superfici piane. Il produttore ha abbandonato le tradizionali maniglie delle porte a favore dei sensori di movimento, e le porte si aprono in modo non convenzionale: quelle anteriori si alzano e quelle posteriori si aprono "controvento". L'abitacolo futuristico e minimalista si distingueva per l'assenza del tradizionale volante in favore di un volante, mentre il cruscotto, privo di interruttori e della tradizionale disposizione degli strumenti, era creato da un ampio display da 35 pollici che correva su tutta la larghezza della cabina di pilotaggio e visualizzazione delle immagini in tecnologia 3D.
La 01 è un'auto tecnicamente avanzata dotata del quarto livello di guida semi-autonoma e di ampi sistemi di supporto al conducente durante la guida. L'auto è dotata di 8.295 chip intelligenti di Qualcomm, il chip Orin X di Nvidia, 31 sensori esterni, 12 telecamere HD, due radar di monitoraggio ambientale LiDAR e un sistema di intelligenza artificiale.
Basato sulla piattaforma Sustainable Experience Architecture, lo 01 è un veicolo completamente elettrico alimentato da un set di due motori con una potenza totale di 536 CV. Ciò permetteva al veicolo di scattare da 0 a 100 km/h in 3,9 secondi, mentre il pacco batterie da 100 kWh fornito dall'azienda cinese CATL, secondo i dati del produttore, permette al veicolo di percorrere fino a 600 chilometri con una singola carica.